# Arrest Van Hese/Schelde
Het arrest Van Hese/Schelde (HR 28 april 2000, NJ 2000/430) ook wel Asbest-arrest genoemd, is een arrest van de Nederlandse Hoge Raad waarin werd beslist dat redelijkheid en billijkheid kunnen derogeren aan de objectieve verjaringstermijn van dertig jaar.

## Casus
Een werknemer is van 1959 tot 1963 werkzaam bij De Schelde NV, waar hij in aanraking komt met asbest. In 1996 ontwikkelt hij mesothelioom, veroorzaakt door asbest. Hij stelt zijn voormalige werkgever aansprakelijk. Later in het jaar overlijdt hij aan de ziekte.

## Procesgang
De kantonrechter en in hoger beroep de rechtbank oordelen dat op grond van artikel 3:310 BW de verjaringstermijn van dertig jaar reeds is verlopen in 1993, zodat de vordering verjaard is. Hiertegen gaan de erven van de werknemer in cassatie. De Hoge Raad vernietigt het vonnis van de rechtbank en verwijst het geding naar het gerechtshof ter verdere behandeling.

## Rechtsvragen en Hoge Raad
De Hoge Raad oordeelt dat redelijkheid en billijkheid (art. 6:2 BW) met zich mee kunnen brengen dat de verjaringstermijn van dertig jaar onaanvaardbaar is:

Of (...) de verjaringstermijn van dertig jaar na de gebeurtenis waarop de aansprakelijkheid berust, inderdaad naar maatstaven van redelijkheid en billijkheid onaanvaardbaar is, zal met inachtneming van alle omstandigheden van het concrete geval moeten worden beoordeeld. Als gezichtspunten waarvan de rechter blijk moet geven deze in zijn beoordeling te hebben betrokken vallen te noemen:

a) of het gaat om vergoeding van vermogensschade dan wel van nadeel dat niet in vermogensschade bestaat, en --mede in verband daarmede-- of de gevorderde schadevergoeding ten goede komt aan het slachtoffer zelf, diens nabestaanden dan wel een derde;

b) in hoeverre voor het slachtoffer respectievelijk zijn nabestaanden ter zake van de schade een aanspraak of een uitkering uit anderen hoofde bestaat;

c) de mate waarin de gebeurtenis de aangesprokene kan worden verweten;

d) in hoeverre de aangesprokene reeds vóór het verstrijken van de verjaringstermijn rekening heeft gehouden of had behoren te houden met de mogelijkheid dat hij voor de schade aansprakelijk zou zijn;

e) of de aangesprokene naar redelijkheid nog de mogelijkheid heeft zich tegen de vordering te verweren;

f) of de aansprakelijkheid (nog) door verzekering is gedekt;

g) of na het aan het licht komen van de schade binnen redelijke termijn een aansprakelijkstelling heeft plaatsgevonden en een vordering tot schadevergoeding is ingesteld.

## Relevantie
Het arrest Van Hese/Schelde heeft de poort geopend naar schadeclaims van asbestslachtoffers en andere beroepsziektes die zich pas na de bevrijdende verjaringstermijn van dertig jaar openbaren. Het belang van het arrest schuilt met name in de criteria die de Hoge Raad noemt.